# Manuel Cerqueira Pinto
Manuel Cerqueira Pinto (? — Lisboa, 18 de junho de 1878) foi magistrado e político brasileiro. Foi presidente da província do Maranhão, de 1 de agosto a 4 de setembro de 1868 e de 18 a 25 de outubro de 1868.
Natural da Bahia, residia no Maranhão desde sua formatura. Fora casado com Jesuína de Sousa Cerqueira, irmã do Barão de Sousa.